# David Poe, Jr.

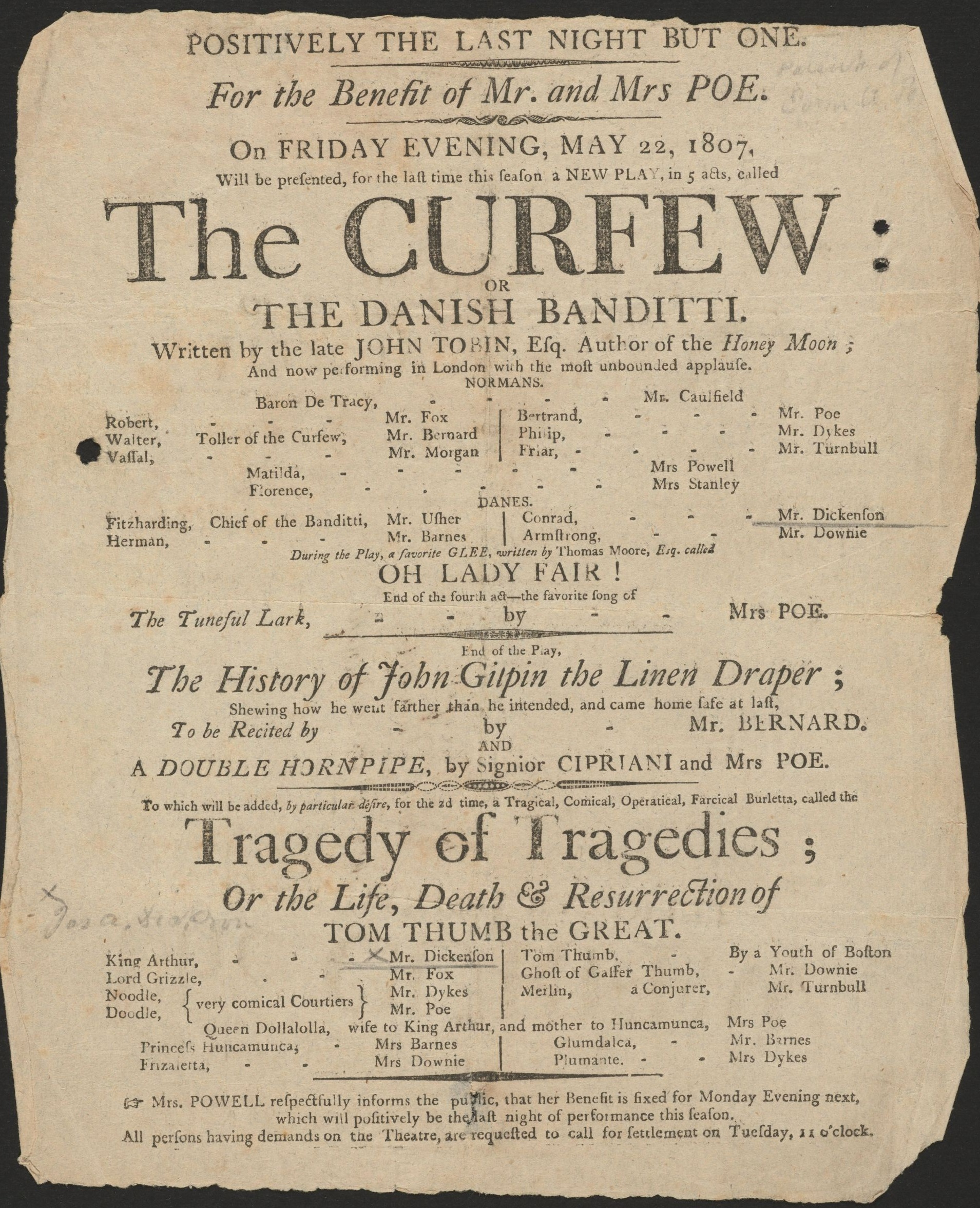
Theaterzettel mit Mr. und Mrs. Poe

David Poe, Jr. (* 18. Juli 1784 in Baltimore, Maryland; † nach 1809) war ein amerikanischer Schauspieler. Er war der Sohn des Offiziers David Poe senior und der Vater des Dichters Henry Poe und des Schriftstellers Edgar Allan Poe. Seine Frau war Elizabeth Arnold Poe.

## Leben
David Poe, der eigentlich Rechtswissenschaft studieren sollte, entschied sich aber für das Theater und gab sein Debüt 1803 am Charleston Theatre. In den Folgejahren spielte er an verschiedenen Bühnen. Kritiker stellten ihm aber schlechte Zeugnisse für seine Darstellungen aus. Die letzten Dokumente über David Poes Leben sind aus dem Oktober 1809, als er von seiner Theatertruppe in New York gefeuert wurde. Nach 1809 verliert sich jede Spur von Poe; Jahr und Ort seines Todes sind unbekannt. (Anm.)

### Ehe und Nachkommen
Am 14. März 1806, heiratete er im Alter von 21 Jahren die 18-jährige Witwe und Schauspielerkollegin Elizabeth Arnold in Richmond, Virginia. Poe hatte sich der Truppe, in der seine zukünftige Frau bereits spielte 1804 angeschlossen und tourte mit ihr.
Aus der Ehe mit Elizabeth Arnold gingen (vermutlich) drei Kinder hervor:
1. Henry (1807–1831), Seemann und Dichter
2. Edgar (1809–1849), Schriftsteller
3. Rosalie (1810–1874), David Poe Jr. Vaterschaft wird in der Fachliteratur allerdings angezweifelt, da es Indizien gebe, die einen anderen Vater nahelegen.[5][6]

Bald nachdem Poe die Familie verlassen hatte, starb seine Frau im Alter von nur 23/24 Jahren. Die drei Kinder (4, 2 und 1 Jahre alt) wurden voneinander getrennt und auf drei verschiedene Familien in zwei weit voneinander entfernten Städten aufgeteilt: Henry blieb bei seinem Großvater „General Poe“ (1742–1816) und dessen Ehefrau Elizabeth (1756–1835) in Baltimore, Edgar wurde vom kinderlosen Kaufmannsehepaar John (1779–1834) und Frances (1785–1829) Allan adoptiert und Rosalie wurde von dem kinderreichen Ehepaar Jane und William Mackenzie (1775–1829) adoptiert. Edgar und Rosalie wohnten zunächst beide in Richmond, hatten aber nur wenig Kontakt, der Kontakt zwischen den beiden Brüdern war reger.